# Gipskarstlandschaft Hainholz
Die Gipskarstlandschaft Hainholz ist ein Naturschutzgebiet am Südwestrand des Harzes in Niedersachsen. Es liegt etwa fünf Kilometer südlich von Osterode am Harz und unmittelbar westlich von Düna.

## Lage und Beschaffenheit
Das NSG Hainholz-Beierstein ist eines der bedeutendsten Gipskarstgebiete Europas. Altsteinzeitliche und eisenzeitliche Funde zeugen von einer langen Nutzung. Die mittelalterliche Höhenstraße führte durch das Hainholz. Bei der Gewinnung von Mergel zur Verbesserung kalkarmer Böden wurden im 18. Jahrhundert Knochenfunde (Wollhaarnashorn) gemacht, die dem Hainholz einen Platz in der Wissenschaftsgeschichte gaben. Das Hainholz war in der Zeit von 1596 bis 1732 mit Dornsträuchern, vielen Hainbuchen, älteren Eichen und wenig Buchen bewaldet. Heute sind die Gipsflächen von Buchen-Bärlauch-Wald bedeckt. Der Südharzer Karstwanderweg führt durch das Naturschutzgebiet. Das intensiv verkarstete Gebiet ist repräsentativer Bestandteil der Gipskarstlandschaft des Südharzes. Auf engem Raum findet man die typischen Formen einer Karstlandschaft, wie Erdfälle, Lösungs-Dolinen, Bachschwinden, Karstquellen, Estavellen, Karstkegel, Schlotten (geologische Orgeln), Karren und alte Erdfallfüllungen (Reliefumkehr). Frühzeitig wurde das Hainholz durch seine z. T. großräumige Gips-Höhlen bekannt:

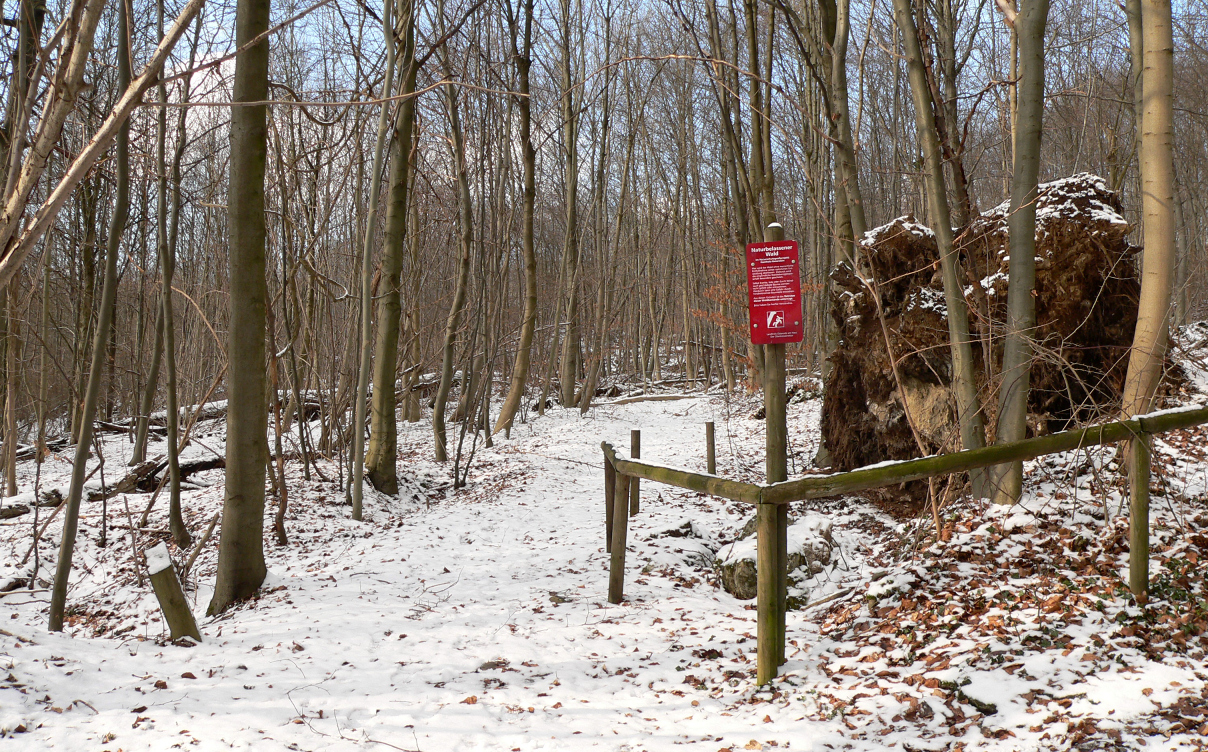
Waldweg im Hainholz

- Jettenhöhlensystem (Gesamtganglänge 748 m)
- Marthahöhle (Gesamtganglänge 450 m)
- Klinkerbrunnen (> 50 m)
- Polenloch (ca. 50 m)

sowie zahlreiche Kleinhöhlen, z. B.:
- Jettenufergrotten (17 m)
- Pfingstspalte (15 m)
- Aldebaranhöhle (15 m)
- Franzspalte (15 m)
- 6 m-Schacht (6 m)
- Jettenbrunnen

## Historische Kulturlandschaft
Das Hainholz ist eine 7 km² große historische Kulturlandschaft von landesweiter Bedeutung innerhalb des Kulturlandschaftsraums Südwestliches Harzvorland / Gipskarst. Die Zuordnung zu den Kulturlandschaften in Niedersachsen hat der Niedersächsische Landesbetrieb für Wasserwirtschaft, Küsten- und Naturschutz (NLWKN) 2018 getroffen. Ein besonderer, rechtlich verbindlicher Schutzstatus ist mit der Klassifizierung nicht verbunden.

## Geschichte
Die erste Erwähnung der größten Höhle des Gebietes, der Jettenhöhle, erfolgte im Jahr 1308 unter dem Namen Gettenhelle in einer Katlenburger Urkunde. Dies stellt den ersten belegten Höhlennamen in Deutschland dar (z. B. Tomasek, 1978; Reinboth, 1996). 1596 wurde das Hainholz erstmals im Erlass zur Standortkartierung des Genossenschaftforstes Schwiegershausen dokumentiert. Der Naturforscher Samuel Christian Hollmann berichtete 1751 über Knochenfunde im Mergel, die er als Überreste eines Nashorns identifizierte (Vladi, 1979). Später, im Jahr 1799, nutzte der Anatom Johann Friedrich Blumenbach Knochenfunde aus dem Hainholz zur Beschreibung des Wollhaarnashorns (Coelodonta antiquitatis), eines der ersten wissenschaftlich erfassten ausgestorbenen Großsäuger.
In den 1920er- und 1930er-Jahren untersuchte Friedrich Stolberg die Höhlen des Hainholzes, darunter die Jettenhöhle und die Marthahöhle, und nahm Vermessungen vor. Das Gebiet fand zunehmend Erwähnung in der geologischen Literatur (Stolberg, 1926, 1936). 1944 wurde erwogen, die Jettenhöhle für die Kriegsproduktion zu nutzen. Walter Gerd Bauer vermerkte 1954 im Schwiegerhäuser Heimatbuch, dass das Gebiet bereits 1930 als Naturschutzgebiet ausgewiesen worden war. 1963 erfolgte die einstweilige Sicherstellung, und Fritz Reinboth beantragte beim Verband deutscher Höhlen- und Karstforscher eine Resolution zur endgültigen Unterschutzstellung. In diesem Zuge untersuchte er weitere Höhlen des Gebiets, darunter das Polenloch (Reinboth, 1963). Zudem schlossen Rigips (Bodenwerder) und die Forstgenossenschaft als Eigentümer einen „Handschlagvertrag“ über die Abbaurechte des Gebietes. 1966 empfahl der Geologe Gerhard Richter-Bernburg die Ablehnung eines Kompromisses zum Gipsabbau und setzte sich für die Erhaltung des gesamten Gebietes ein.
Am 5. Oktober 1967 wurde das Hainholz schließlich als Naturschutzgebiet unter dem Namen Gipskarstlandschaft Hainholz endgültig unter Schutz gestellt (Amtsblatt des Reg. Bez. Hildesheim Nr. 20/67 S. 130).
In den Jahren 1967 und 1968 führten Stephan Kempe, Peter Gürtler, Lutz Möller und Willi Twardosz eine erneute Vermessung der Jettenhöhle durch Triangulation durch und wurden damit Hamburger Landessieger bei Jugend forscht. 1969 konnte Stephan Kempe diesen Titel erneut erringen, diesmal mit einer Arbeit zur Genese der Gipshöhlen des Hainholzes. Im selben Jahr wurde die Arbeitsgemeinschaft für niedersächsische Höhlen (ArgeNH) gegründet, die sich wissenschaftlich mit dem Hainholz auseinandersetzte. Im Rahmen des Internationalen speläologischen Kongresses in Stuttgart unterzeichneten 160 Karstforscher eine Petition zur Erhaltung des Hainholzes. 1970 kartierten Stephan Kempe, Martin Seeger und Firouz Vladi das Gebiet geologisch und erkannten es als tektonischen Graben (später ergänzt veröffentlicht von Herrmann, 1981). Zwei Jahre später erschien eine ausführliche Publikation über das Hainholz (Kempe et al., 1972).
1973 untersuchten Andreas Brandt, Stephan Kempe, Martin Seeger und Firouz Vladi die Hydrogeologie des Hainholzes (Brandt et al., 1976). Ein Jahr darauf wurden sämtliche Gewässer des Gebiets in einem 14-tägigen Turnus beprobt (hydrogeologisches „Lottomittel-Projekt“) (Kempe, 1982). Im Zuge einer Diplomarbeit untersuchte Hans-Joachim Weinberg die Beiersteinsenke und erarbeitete eine exemplarische Studie zur Erdfallgenese (Weinberg, 1981). Die Unterschutzstellung des Hainholzes führte zu langwierigen Gerichtsprozessen, die letztlich in einer außergerichtlichen Einigung zwischen Industrie, Eigentümern und Naturschutz mündeten. Im Zuge dieser Einigung überließ die Bundeswehr den Blossenberg der Gipsindustrie, während die Forstgenossenschaft mit Ausgleichsflächen entschädigt wurde.
1990 wurde im Hainholz ein erster Rundwanderweg eingerichtet, der 1995 in den Südharzer Karstwanderweg integriert wurde. Am 29. Juni 1997 zerstörte ein Sturm fast den gesamten alten Buchenbestand des Gebiets. Im Jahr 2000 wurde sowohl ein erweiterter Rundwanderweg eingerichtet als auch das Naturschutzgebiet auf eine Gesamtfläche von rund 640 ha erweitert.

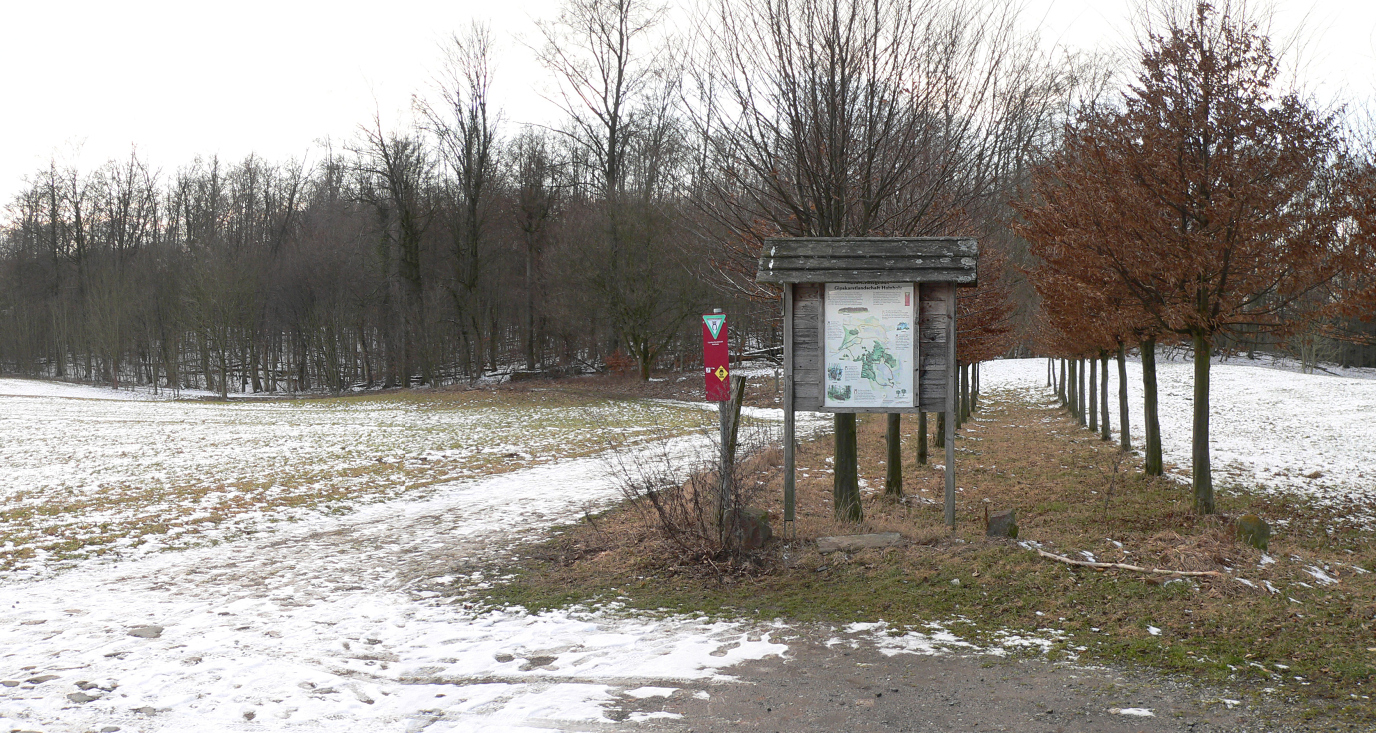
Besucherparkplatz am Rande des Hainholzes
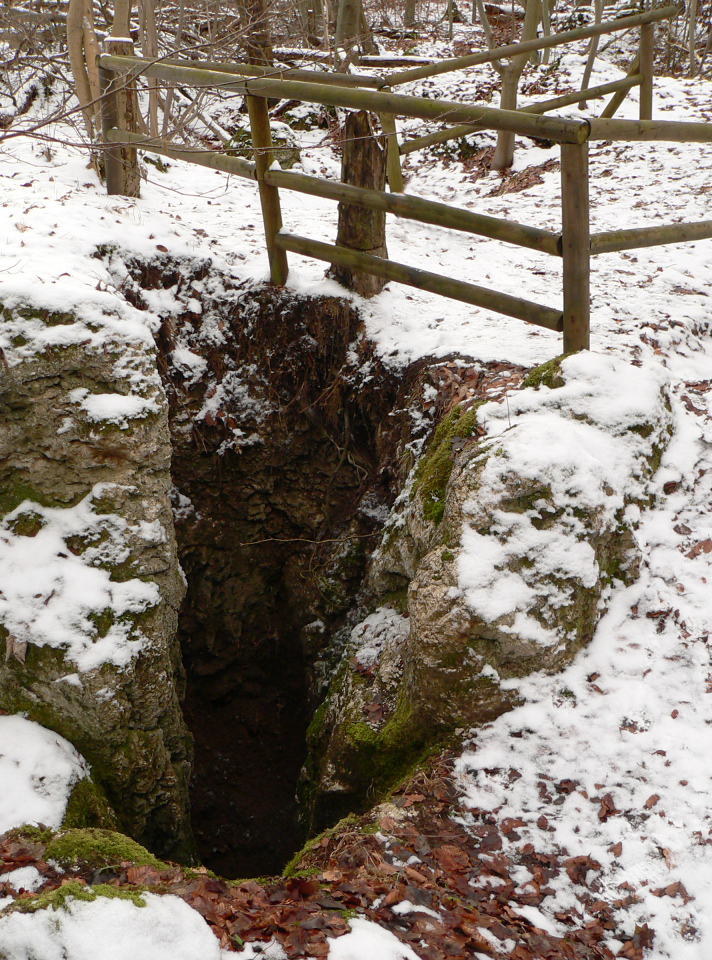
Schlot im Erdreich
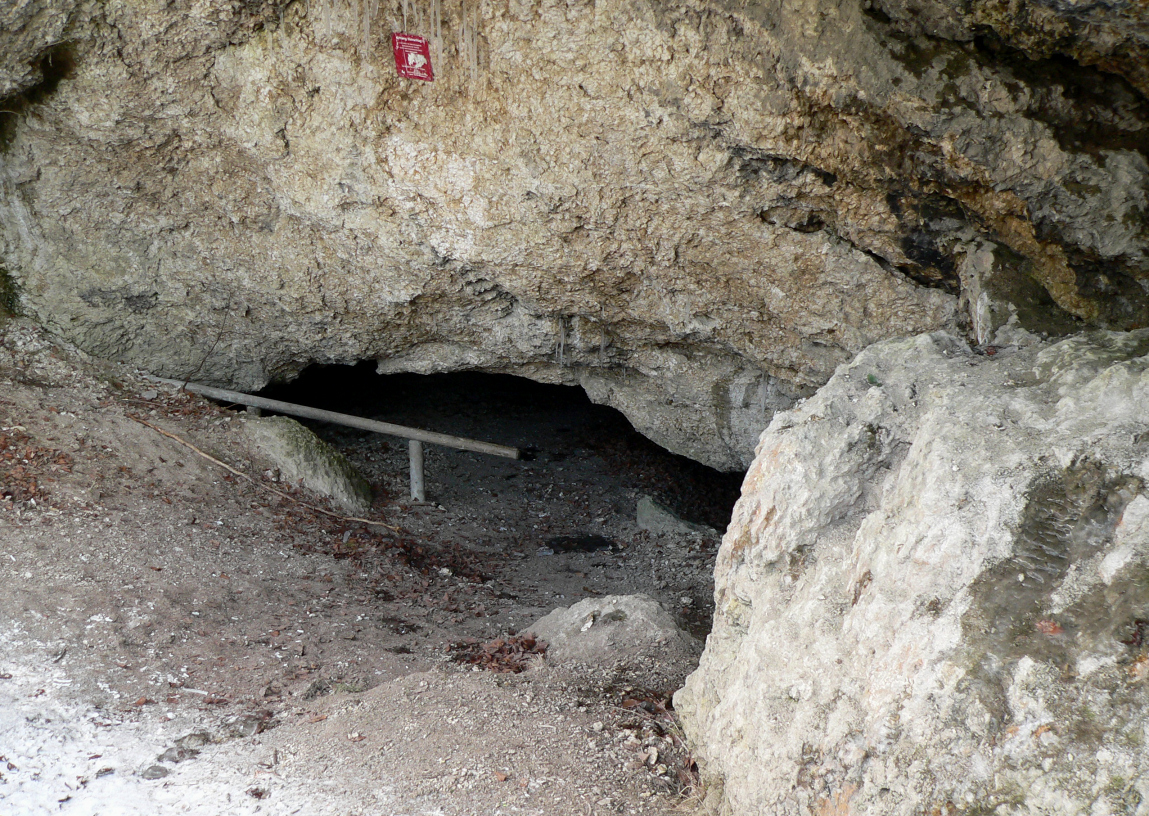
Eingang der Jettenhöhle
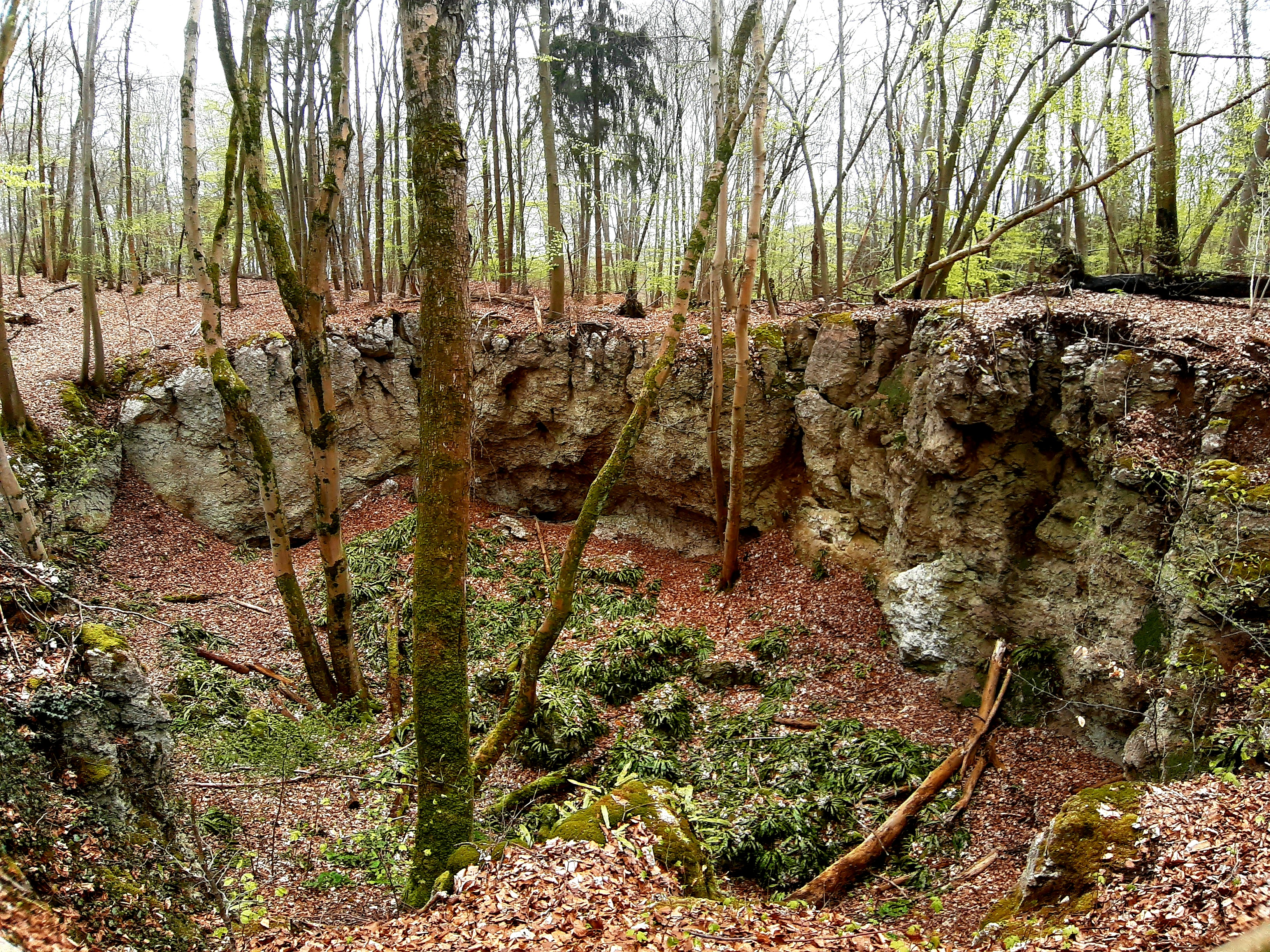
Erdfall Hirschzungen
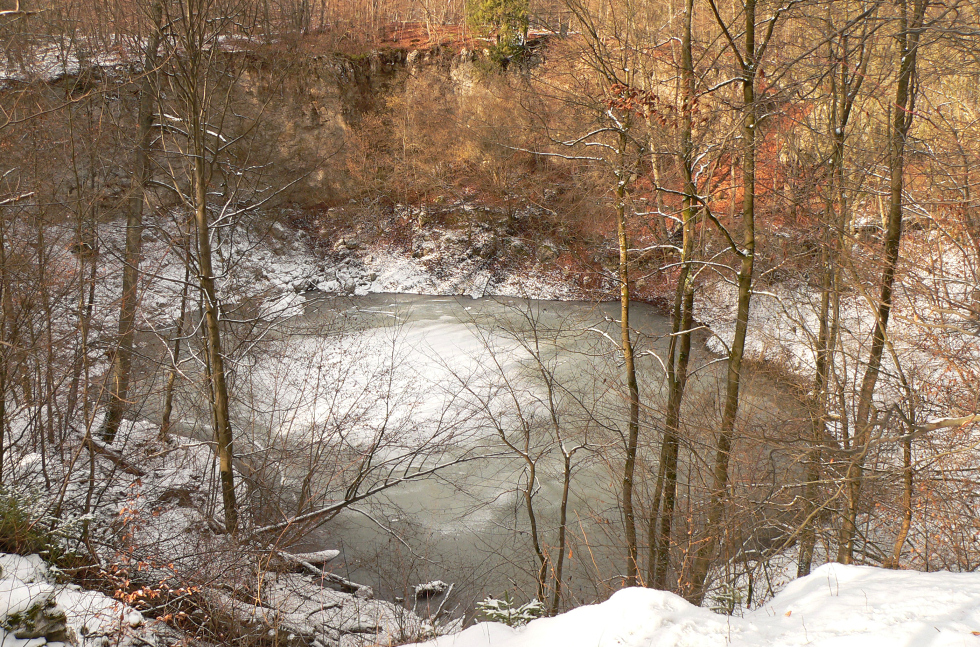
Der wassergefüllte Erdfall Pferdeteich
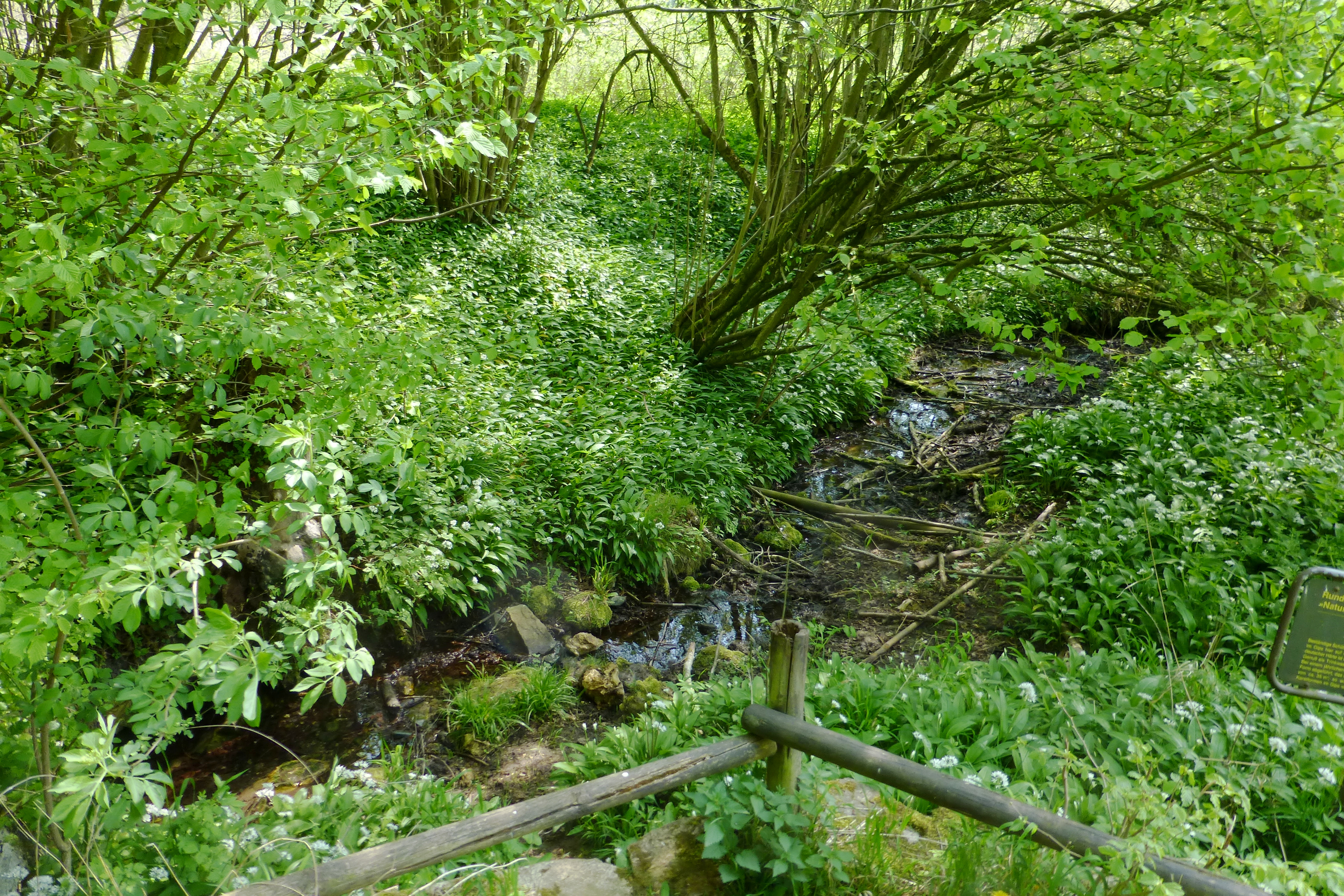
Jettenquelle
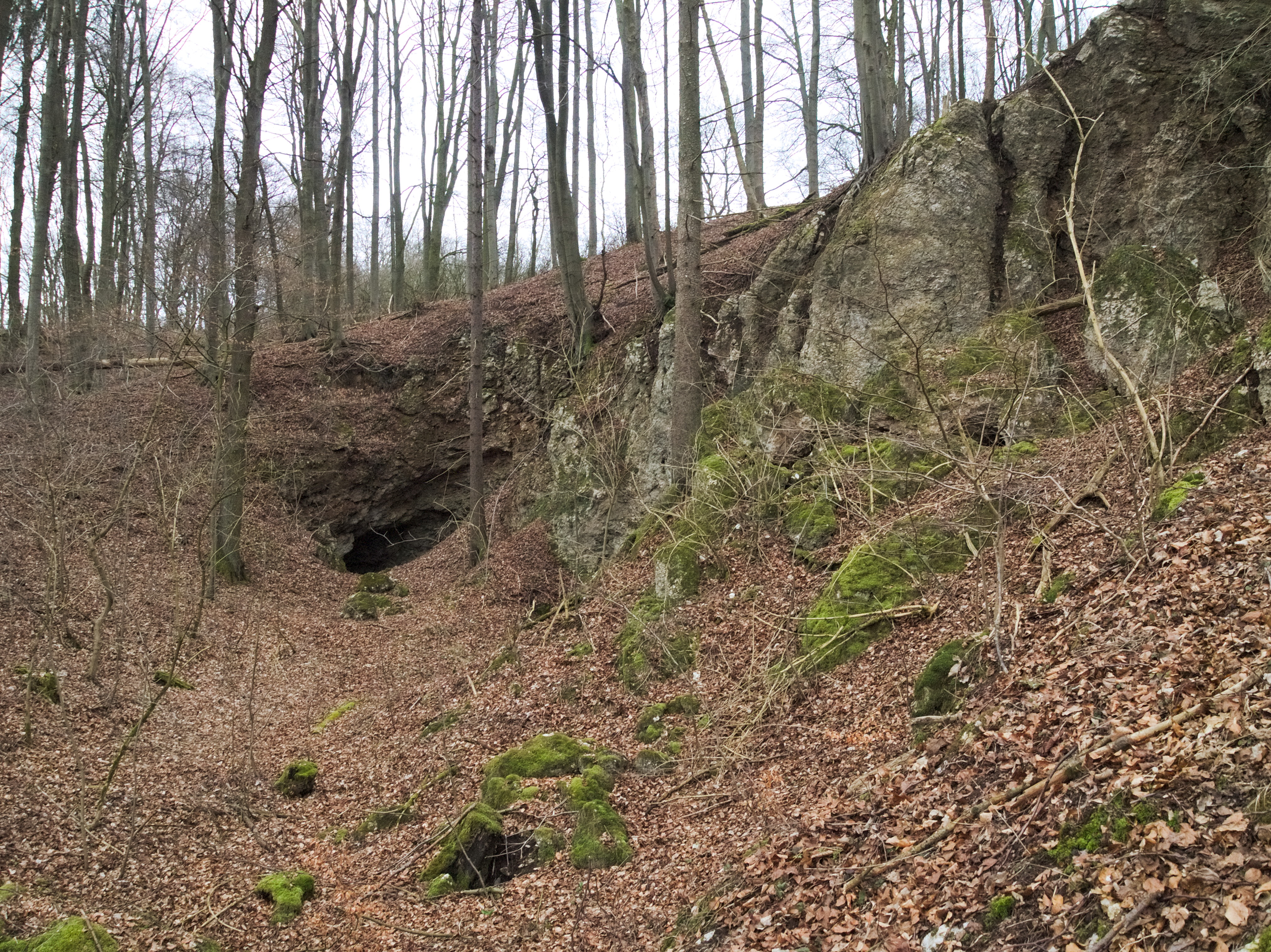
Klinkerbrunnen